# Copa del President de Kenya
La Copa del President de Kenya (Kenyan President's Cup) és la principal competició de futbol kenyana per eliminatòries. Es va crear l'any 1957.
El campió de la Copa rep una plaça per a representar Kenya a la segona competició continental, la Copa Confederacions de la CAF.
El 2003 es van celebrar dues competicions de copa diferents a Kenya, per motius polítics, perquè els 4 semifinalistes de la President's Cup es van retirar de la KFF i van continuar amb la seva "Transparency Cup", mentre que la KFF va continuar el seu torneig amb clubs ja eliminats. L'edició del 2020 es va aturar a causa de la pandèmia de la COVID-19, només un any després que l'empresa d'apostes Betway fos anunciada com a patrocinadora principal. Va continuar el 2021 però no es va jugar el 2022 a causa d'una absorció del futbol kenyà per part del govern. La competició va tornar el 2023 com a Mozzart Bet Cup després del patrocini de l'empresa de jocs d'atzar.

## Guanyadors
Font:
| Any                 | Campió                                    | Resultat                                  | Finalista                                 |
| FA Cup of Kenya     | FA Cup of Kenya                           | FA Cup of Kenya                           | FA Cup of Kenya                           |
| ------------------- | ----------------------------------------- | ----------------------------------------- | ----------------------------------------- |
| 1954                | RAF Eastleigh                             | 1-0                                       | Nakuru Railway AFT                        |
| 1955                | desconegut                                | desconegut                                | desconegut                                |
| 1956                | Mombasa Liverpool                         |                                           |                                           |
| 1957                | no es disputà                             | no es disputà                             | no es disputà                             |
| 1958                | Mombasa Liverpool                         |                                           |                                           |
| 1959                | desconegut                                | desconegut                                | desconegut                                |
| 1960                | Marama                                    | 4-2                                       | Gethin & Dawson                           |
| 1961                | desconegut                                | desconegut                                | desconegut                                |
| 1962                | Mombasa Liverpool                         |                                           |                                           |
| 1963                | desconegut                                | desconegut                                | desconegut                                |
| 1964                | Luo Union                                 |                                           |                                           |
| 1965                | Luo Union                                 |                                           |                                           |
| 1966                | Luo Union                                 | 4-2                                       | Mombasa Liverpool                         |
| 1967                | Abaluhya United                           | 3-0                                       | Maragoli United                           |
| 1968                | Abaluhya United                           |                                           |                                           |
| 1969                | Nakuru All Stars                          | 1-0                                       | Gor Mahia                                 |
| 1970-74             | desconegut                                | desconegut                                | desconegut                                |
| 1975                | Kenya Breweries                           |                                           |                                           |
| Kenya Challenge Cup |                                           |                                           |                                           |
| 1976                | Luo Union                                 | 0-0 (3-2 p)                               | KFA                                       |
| 1977-78             | desconegut                                | desconegut                                | desconegut                                |
| 1979                | Maragoli United                           | atorgat                                   | Gor Mahia                                 |
| 1980                | desconegut                                | desconegut                                | desconegut                                |
| 1981                | Gor Mahia                                 |                                           |                                           |
| 1982                | desconegut                                | desconegut                                | desconegut                                |
| 1983                | Gor Mahia                                 |                                           |                                           |
| 1984                | AFC Leopards                              | 2-1                                       | Gor Mahia                                 |
| 1985                | AFC Leopards                              |                                           |                                           |
| Moi Golden Cup      |                                           |                                           |                                           |
| 1986                | Gor Mahia                                 | 1-0                                       | Bandari FC                                |
| 1987                | Gor Mahia                                 | 2-0                                       | AFC Leopards                              |
| 1988                | Gor Mahia                                 | venç                                      | Kenya Breweries                           |
| 1989                | Kenya Breweries                           | 1-1 (5-4 p)                               | AFC Leopards                              |
| 1990                | Rivatex FC                                |                                           |                                           |
| 1991                | AFC Leopards                              | 1-0                                       | Gor Mahia                                 |
| 1992                | Kenya Breweries                           | 2-0                                       | Bata Bullets                              |
| 1993                | Kenya Breweries                           |                                           |                                           |
| 1994                | AFC Leopards                              | 3-0                                       | Kisumu Posta                              |
| 1995                | Rivatex FC                                | 2-0                                       | Ulinzi Stars                              |
| 1996                | Mumias Sugar                              | 1-0                                       | Reli                                      |
| 1997                | Eldoret KCC                               | 4-1                                       | AFC Leopards                              |
| 1998                | Mathare United                            | 2-1                                       | Eldoret KCC                               |
| 1999                | Mumias Sugar                              | 3-2 (prò.)                                | Coast Stars                               |
| 2000                | Mathare United                            | 2-1 (prò.)                                | AFC Leopards                              |
| 2001                | AFC Leopards                              | 2-0                                       | Mathare United                            |
| 2002                | Kenya Pipeline                            | 1-0                                       | Mumias Sugar                              |
| Transparency Cup    |                                           |                                           |                                           |
| 2003                | Utalii FC                                 | 2-1                                       | Gor Mahia                                 |
| 2004                | Kenya Commercial Bank                     | 1-0                                       | Thika United                              |
| President's Cup     |                                           |                                           |                                           |
| 2003                | Chemelil Sugar                            | 1-0                                       | AFC Leopards                              |
| 2005                | World Hope FC                             | 2-1                                       | Tusker FC                                 |
| 2006                | no finalitzada                            | no finalitzada                            | no finalitzada                            |
| 2007                | Sofapaka FC                               | 2-0                                       | Homegrown FC                              |
| KFF Cup             |                                           |                                           |                                           |
| 2008                | Gor Mahia                                 | 2-0                                       | Posta Rangers                             |
| FKL Cup             |                                           |                                           |                                           |
| 2009                | AFC Leopards                              | 4-1                                       | Congo United                              |
| 2010                | Sofapaka FC                               | 2-0                                       | West Kenya Sugar                          |
| 2011                | Gor Mahia                                 | 1-0                                       | Sofapaka FC                               |
| FKF President's Cup |                                           |                                           |                                           |
| 2012                | Gor Mahia                                 | 0-0 (3-0 p)                               | Sofapaka FC                               |
| GOtv Shield Cup     |                                           |                                           |                                           |
| 2013                | AFC Leopards                              | 1-0                                       | Gor Mahia                                 |
| 2014                | Sofapaka FC                               | 2-1                                       | Posta Rangers                             |
| 2015                | Bandari FC                                | 4-2                                       | Nakumatt                                  |
| 2016                | Tusker FC                                 | 1-0                                       | Ulinzi Stars                              |
| 2017                | AFC Leopards                              | 2-0                                       | Kariobangi Sharks                         |
| SportPesa Shield    |                                           |                                           |                                           |
| 2018                | Kariobangi Sharks                         | 3-2                                       | Sofapaka FC                               |
| 2019                | Bandari FC                                | 3-1                                       | Kariobangi Sharks                         |
| Betway Cup          |                                           |                                           |                                           |
| 2020                | cancel·lat per la pandèmia de la COVID 19 | cancel·lat per la pandèmia de la COVID 19 | cancel·lat per la pandèmia de la COVID 19 |
| 2021                | Gor Mahia                                 | 0-0 (4-1 p)                               | AFC Leopards                              |
| 2022                | no es disputà                             | no es disputà                             | no es disputà                             |
| Mozzart Bet Cup     |                                           |                                           |                                           |
| 2023                | Kakamega Homeboyz                         | 1-0                                       | Tusker FC                                 |
| 2024                | Kenya Police                              | 0-0 (4-1 p)                               | Kenya Commercial Bank                     |

1. ↑  Nakuru Railway African Football Team.
2. ↑  Abandonat després d'empat en el minut 90, Gor Mahia refusà disputar la pròrroga.
3. ↑  Anteriorment anomenat Abaluhya United.
4. ↑  La victòria de Mumias va ser revocada després d'un escàndol de suborns a la lliga; no és clar si Coast Stars va ser guardonat amb la Copa.
5. 1 2  Aquest any es disputaren dos campionats.